# 荘厳寺 (藤沢市)
荘厳寺（しょうごんじ）は、神奈川県藤沢市本町四丁目にある高野山真言宗の寺院。山号は、白王山。

## 歴史
注釈の無い場合のこの節の出典
元暦元年（1184年）覚憲により開山。 嘉禎元年（1235年）覚盛が再建中興した。元文年間（1736年-1741年）に火災で消失した為、延享4年（1747年）に荘厳寺が別当を務めていた白旗神社の隣に再建。天明4年（1784年）火災。天明6年（1786年）には、大雨により境川が氾濫し、6尺（約1.8メートル）の浸水で寺が破壊された。1875年（明治8年）神仏分離令のため現在地に移転した。

## 交通
- 鉄道
  - 藤沢本町駅（小田急電鉄江ノ島線）
- 道路
  - 国道467号

## その他
- 源義経の位牌 - 総高53.5センチメートル、黒漆塗、木製。江戸時代の天保3年（1832年）から伝わる源義経の位牌。表は笹竜胆の紋章と「白旗大明神　神儀」、裏には「清和天皇十代御末尊義経公　御誕生平治元乙卯歳　法印宥全調之」と記されている[2]。